# Sylwia Jaśkowiec
Sylwia Kazimiera Jaśkowiec (ur. 1 marca 1986 w Myślenicach) – biegaczka narciarska, reprezentantka Polski, brązowa medalistka mistrzostw świata z Falun (2015), trzykrotna uczestniczka zimowych igrzysk olimpijskich (Vancouver 2010, Soczi 2014, Pjongczang 2018), dwukrotna mistrzyni świata młodzieżowców (2009), wielokrotna medalistka mistrzostw Polski.
Na zimowych igrzyskach olimpijskich najlepsze miejsce indywidualnie wywalczyła w Vancouver, gdzie w biegu na 30 km stylem klasycznym zajęła 24. miejsce. Miejsce to powtórzyła w biegu na 10 km stylem dowolnym na olimpiadzie w Pjongczang. W rywalizacji drużynowej najlepszy rezultat osiągnęła w Soczi zajmując wspólnie z Kowalczyk 5. miejsce w sprincie drużynowym. Trzykrotnie wystąpiła w mistrzostwach świata: w Libercu (2009), Val di Fiemme (2013) i Falun (2015). Największy sukces w karierze osiągnęła w 2015 roku podczas mistrzostw w Falun, gdzie wspólnie z Justyną Kowalczyk wywalczyła brązowy medal w sprincie drużynowym. Indywidualnie najlepszy wynik na mistrzostwach świata osiągnęła także w Falun, gdzie w biegu na 10 km stylem dowolnym zajęła 14. miejsce.
Od 2002 do 2009 roku nieprzerwanie startowała w mistrzostwach świata juniorów i młodzieżowców. Oprócz dwóch złotych medali wywalczonych w 2009 roku w Praz de Lys – Sommand jeszcze trzykrotnie zajmowała miejsca w pierwszej dziesiątce na zawodach tej rangi: w 2007 roku w Tarvisio dwa razy zajęła 8. miejsce, a rok później w Malles Venosta, w biegu na 10 km stylem klasycznym była 5. W 2007 roku wzięła udział zimowej uniwersjadzie w Turynie, gdzie wspólnie z Justyną Kowalczyk i Kornelią Marek wywalczyła brąz w sztafecie.
W zawodach Pucharu Świata zadebiutowała 18 stycznia 2004 roku w czeskim Novym Měscie, gdzie w sprincie techniką dowolną zajęła 55. miejsce. Pierwsze punkty wywalczyła cztery lata później 16 lutego 2008 roku w czeskim Libercu zajmując 27. miejsce w biegu na 7,6 km techniką dowolną. Raz w karierze stanęła na podium etapu Pucharu Świata – było to 3. miejsce w prologu Tour de Ski, 28 grudnia 2013 w Oberhofie. Najlepszym indywidualnym miejscem w zawodach Pucharu Świata (z wyłączeniem etapów) było 4. miejsce w sprincie stylem dowolnym wywalczone 18 stycznia 2014 w Szklarskiej Porębie. Ponadto raz stanęła na podium drużynowych zawodów Pucharu Świata – było to 3. miejsce w sprincie drużynowym stylem dowolnym zdobyte razem z Justyną Kowalczyk 18 stycznia 2015 w Otepää. Najwyższą pozycją w klasyfikacji generalnej Pucharu Świata było 34. miejsce w sezonie 2014/2015 (206 punktów).
Specjalizowała się w technice dowolnej. Przez większość kariery była zawodniczką klubu LKS Wiśniowa-Osieczany (nazwa klubu ulegała zmianom). Jedynie w trakcie studiów reprezentowała AZS-AWF Katowice. We wrześniu 2018 ogłosiła zakończenie kariery.

## Życie prywatne
Wychowała się i mieszka w Osieczanach w powiecie myślenickim. Jest córką Kazimierza i Zofii. Ma sześcioro rodzeństwa: cztery siostry i dwóch braci. Jej drugie imię to Kazimiera, stąd rodzina i znajomi mówią na nią Kazia.
Jest praktykującą katoliczką, wielokrotnie w wywiadach wspominała o Bogu i modlitwie. Przez pewien czas rozważała nawet możliwość wstąpienia do zakonu.
Jest matką chrzestną statku MS „Raba”. Chrzciny odbyły się w chińskiej stoczni Sanfu w Taizhou.

## Kariera sportowa

### Początki kariery
Sylwia Jaśkowiec naukę biegania na nartach rozpoczęła w miejscowym Uczniowskim Klubie Sportowym w Osieczanach. Jej pierwszym trenerem był Stanisław Gubała. Z czasem dołączyła do klubu LKS Wiśniowa Osieczany, a jej szkoleniowcem był Kazimierz Bubula. Po raz pierwszy w międzynarodowych zawodach wzięła udział w 2002 roku. Były to mistrzostwa świata juniorów rozgrywane w styczniu w niemieckim Schonach im Schwarzwald. Wystartowała w dwóch konkurencjach. W biegu na 5 km techniką dowolną zajęła 49. miejsce, natomiast w sprincie również w tej technice była 50.. Pierwszy sukces odniosła 14 marca 2003 roku podczas mistrzostw Polski, gdzie w sprincie techniką klasyczną zajęła drugie miejsce, tuż za Justyną Kowalczyk. Dzień później zdobyła brązowy medal w biegu na 5 km stylem klasycznym.
W zawodach Pucharu Świata zadebiutowała 18 stycznia 2004 roku w czeskim Novym Měscie. Zajęła wówczas 55. pozycję w sprincie stylem dowolnym. Był to jej jedyny start w tej edycji Pucharu Świata. Podczas rozgrywanych w marcu 2004 roku w Zakopanem mistrzostw Polski zdobyła dwa srebrne medale. Pierwszy w sprincie stylem klasycznym, a drugi w biegu na 5 km również w stylu klasycznym. W następnych mistrzostwach Polski rozgrywanych 4 lutego 2005 roku na Kubalonce zdobyła swój czwarty srebrny medal, ponownie na dystansie 5 km stylem klasycznym. W grudniu 2005 roku w czeskim Horní Mísečky zadebiutowała w zawodach Slavic Cup będących zapleczem dla Pucharu Świata. W całym cyklu trzy razy zajęła miejsce medalowe. Wygrała bieg w Zakopanem, w Horní Mísečky była trzecia, a w słowackiej Kremnicy Skałce druga. Pierwszy tytuł mistrzyni Polski Jaśkowiec wywalczyła 19 stycznia 2006 roku na Kubalonce, wygrywając bieg na 5 km stylem dowolnym. Na tych samych mistrzostwach dzień wcześniej zdobyła srebrny medal w sprincie stylem klasycznym, a w następnych dniach dwa kolejne złote medale, w sztafecie i w biegu na 15 km stylem klasycznym.
W sezonie 2006/2007 po raz drugi wystąpiła w zawodach Pucharu Świata. W biegu na 10 km stylem klasycznym rozgrywanym 13 grudnia 2006 roku we włoskim Cogne, zajęła 62. lokatę. W styczniu 2007 roku uczestniczyła w zimowej uniwersjadzie w Turynie. W biegu sztafetowym rozgrywanym 22 stycznia na dystansie 3×5 km wraz z Kornelią Marek i Justyną Kowalczyk wywalczyła brązowy medal. Biegła wtedy na trzeciej zmianie, stylem dowolnym. W zawodach indywidualnych na uniwersjadzie zajęła 35. miejsce na 5 km stylem dowolnym, 22. miejsce w sprincie stylem dowolnym, 18. miejsce w biegu łączonym na 10 km i 7. miejsce na 15 km stylem dowolnym. W lutym 2007 roku podczas mistrzostw Polski w Wiśle reprezentowała klub AZS-AWF Katowice i zdobyła cztery medale. Złoty wywalczyła w sztafecie wspólnie z Kornelią Marek, Aleksandrą Prekurat i Justyną Kowalczyk, a także została mistrzynią Polski na dystansie 15 km stylem dowolnym. W biegu tym nie startowała Kowalczyk. Dwa srebrne medale osiągnęła w sprincie stylem klasycznym i w biegu na 5 km stylem dowolnym dwukrotnie ulegając Kowalczyk.
Na początku sezonu 2007/2008 wystąpiła w pięciu zawodach Pucharu Świata. Raz w Düsseldorfie i dwukrtonie w Ruce i Rybińsku, zajmując miejsca z przedziału 38–58. W końcu grudnia wygrała zawody w Zakopanem rozgrywane w ramach Slavic Cup. 16 lutego 2008 zdobyła pierwsze w karierze punkty w Pucharze Świata. Miało to miejsce w Libercu, gdzie zajęła 27. miejsce na dystansie 7,6 km techniką dowolną. W tym samym sezonie wystąpiła także w Finale Pucharu Świata rozgrywanym 14–16 marca w Bormio. W prologu zajęła 23. miejsce po raz drugi zdobywając punkty Pucharu Świata. W klasyfikacji generalnej Finału została sklasyfikowana na 44. pozycji. W klasyfikacji generalnej Pucharu Świata zajęła 78. pozycję gromadząc łącznie 12 punktów. W marcu 2008 zdobyła cztery medale mistrzostw Polski: jeden złoty (w sprincie stylem dowolnym), dwa srebrne (na 15 km stylem dowolnym i w sztafecie) i jeden brązowy (na 5 km stylem klasycznym).

### Sezon 2008/2009
Występy w nowym sezonie Pucharu Świata rozpoczęła od inauguracyjnego biegu w szwedzkim Gällivare. Na dystansie 10 km stylem dowolnym była bliska wywalczenia punktów, jednak ostatecznie zajęła 31. miejsce. W kolejnych zawodach Pucharu Świata zajmowała odległe miejsca. W Ruce była 54. i 65., w La Clusaz 40., a w szwajcarskim Davos dwukrotnie 46. Nie wzięła udziału w trzeciej edycji Tour de Ski.
Na początku 2009 roku wystartowała w mistrzostwach świata młodzieżowców w Praz de Lys-Sommand, gdzie 29 stycznia zdobyła złoty medal w biegu na 10 km stylem dowolnym. Dwa dni później ponownie okazała się najlepsza, triumfując tym razem w biegu łączonym 2 × 7,5 km. Wystartowała jeszcze w biegu sprinterskim techniką klasyczną, gdzie zajęła 35. miejsce.
Trzy tygodnie później zadebiutowała w mistrzostwach świata seniorów rozgrywanych w czeskim Libercu. W biegu łączonym na 15 km zajęła 31. miejsce. W eliminacjach sprintu stylem dowolnym, które odbyły się 24 lutego, również zajęła 31. miejsce. Do 30. miejsca, dającego awans do ćwierćfinału, zabrakło jej wówczas 0,07 sekundy. W przypadku obu startów wyniki uległy jednak zmianie z powodu dyskwalifikacji odpowiednio Julii Czepałowej i Natalji Matwiejewej. Ostatecznie w obu konkurencjach została sklasyfikowana na 30. pozycji. 26 lutego wraz z Justyną Kowalczyk, Kornelią Kubińską i Pauliną Maciuszek wystartowała w sztafecie 4 × 5 km. Jaśkowiec biegła na trzeciej zmianie, którą zaczęła na 5. pozycji, a skończyła na 3. Ostatecznie Polska zajęła 6. miejsce. Na tych samych mistrzostwach planowano także jej start na 30 km stylem dowolnym, jednak nie wystartowała w nim z powodu zapalenia krtani.
W marcu 2009 kilkukrotnie wystartowała w zawodach Pucharu Świata. Wystąpiła między innymi w Finale Pucharu Świata, w którym zajęła 33. miejsce. Na poszczególnych etapach tego turnieju dwukrotnie była 20. W klasyfikacji generalnej Pucharu Świata została sklasyfikowana na 75. pozycji, uzyskując 22 punkty. Od 25 marca do 1 kwietnia 2009 roku brała udział w mistrzostwach Polski w Jakuszycach, podczas których wywalczyła pięć srebrnych medali, w tym cztery indywidualnie i jeden w sztafecie. We wszystkich konkurencjach triumfowała Justyna Kowalczyk.

### Sezon 2009/2010
21 listopada 2009 zajęła 23. miejsce w zawodach inaugurujących Puchar Świata. Był to bieg na 10 km stylem dowolnym rozgrywany w norweskim Beitostølen.
Podczas igrzysk olimpijskich w Vancouver indywidualnie wystartowała w trzech konkurencjach. 15 lutego zajęła 28. miejsce na 10 km stylem dowolnym, 19 lutego zajęła 34. miejsce w biegu łączonym na 15 km, a 27 lutego była 29. w biegu na 30 km stylem klasycznym. 23 lutego wraz z Kornelią Marek zajęła 9. miejsce w sprincie drużynowym. Była także członkinią sztafety 4 × 5 km, w której 25 lutego wspólnie z Justyną Kowalczyk, Kornelią Marek i Pauliną Maciuszek zajęła szóste miejsce. Oba wyniki zostały później anulowane z uwagi na wykrycie zabronionych środków dopingowych w organizmie Kornelii Marek.
Po igrzyskach olimpijskich w Pucharze Świata wystąpiła tylko w Oslo, gdzie 13 marca zajęła 19. miejsce w biegu na 30 km, a 14 marca 51. miejsce w sprincie (oba biegi rozgrywano stylem dowolnym). W klasyfikacji generalnej Pucharu Świata z 20 punktami została sklasyfikowana na 91. miejscu.
W marcu 2010 wystartowała w mistrzostwach Polski, gdzie zdobyła dwa złote medale (w sprincie stylem dowolnym i na 15 km stylem dowolnym) oraz jeden srebrny (na 5 km stylem klasycznym).

### Sezony 2010/2011 i 2011/2012
Podczas letnich przygotowań do sezonu 2010/2011 miała wypadek. Ćwicząc na nartorolkach na drodze publicznej, aby uniknąć zderzenia z nadjeżdżającym autobusem, skręciła i uderzyła w betonowy słup. Miała uszkodzony bark i rękę, w związku z czym musiała przejść operację. Kontuzja uniemożliwiła starty w sezonie 2010/2011, w tym na mistrzostwach świata w Oslo.
Do rywalizacji w Pucharze Świata powróciła w sezonie 2011/2012. Swoje jedyne punkty zdobyła w Szklarskiej Porębie, zajmując 29. miejsce w sprincie stylem dowolnym. Drugiego dnia, w biegu na 10 km stylem klasycznym, zajęła 46. lokatę. Wobec konieczności poddania się dodatkowym zabiegom uszkodzonego barku, tym występem zakończyła sezon.

### Sezon 2012/2013
W Pucharze Świata 2012/2013 wystartowała tylko w początkowych konkursach w Gällivare i Ruce, nie zdobywając punktów.
Na mistrzostwach świata w Val di Fiemme wystartowała w dwóch konkurencjach. 24 lutego wraz z Agnieszką Szymańczak zajęła 9. miejsce w sprincie drużynowym, a 26 lutego zajęła 48. miejsce w biegu na 10 km. Obie konkurencje rozegrano techniką dowolną. Początkowo planowano także jej występ w sztafecie, jednak ostatecznie zastąpiła ją Agnieszka Szymańczak.
W marcu 2013 wystartowała w mistrzostwach Polski, gdzie zdobyła trzy medale: złoty na 15 km stylem klasycznym, srebrny w sprincie stylem klasycznym i brązowy na 5 km stylem dowolnym.

### Sezon 2013/2014
W początkowej części sezonu (przed Tour de Ski) startowała w większości konkursów zaliczanych do Pucharu Świata. Raz zajęła punktowane miejsce, była to 24. pozycja w biegu na 15 km stylem dowolnym w Davos.
28 grudnia 2013 w Oberhofie zajęła trzecie miejsce w pierwszym etapie ósmej edycji Tour de Ski. Na dystansie 3 km techniką dowolną wyprzedziły ją tam jedynie dwie Norweżki: Marit Bjørgen i Astrid Jacobsen. 29 grudnia odbył się kolejny etap turnieju – sprint stylem dowolnym. Zajęła w nim 12. pozycję, po tych zawodach zajmowała 6. miejsce w klasyfikacji Tour de Ski. Następnie podczas zawodów w szwajcarskim Lenzerheide była 23. w sprincie stylem dowolnym (31 grudnia) i 43. w biegu na 10 km stylem klasycznym (1 stycznia). Po czterech etapach zajmowała 26. miejsce w klasyfikacji turnieju. Przed kolejnymi zawodami wycofała się z rywalizacji z powodu problemów z uchem.

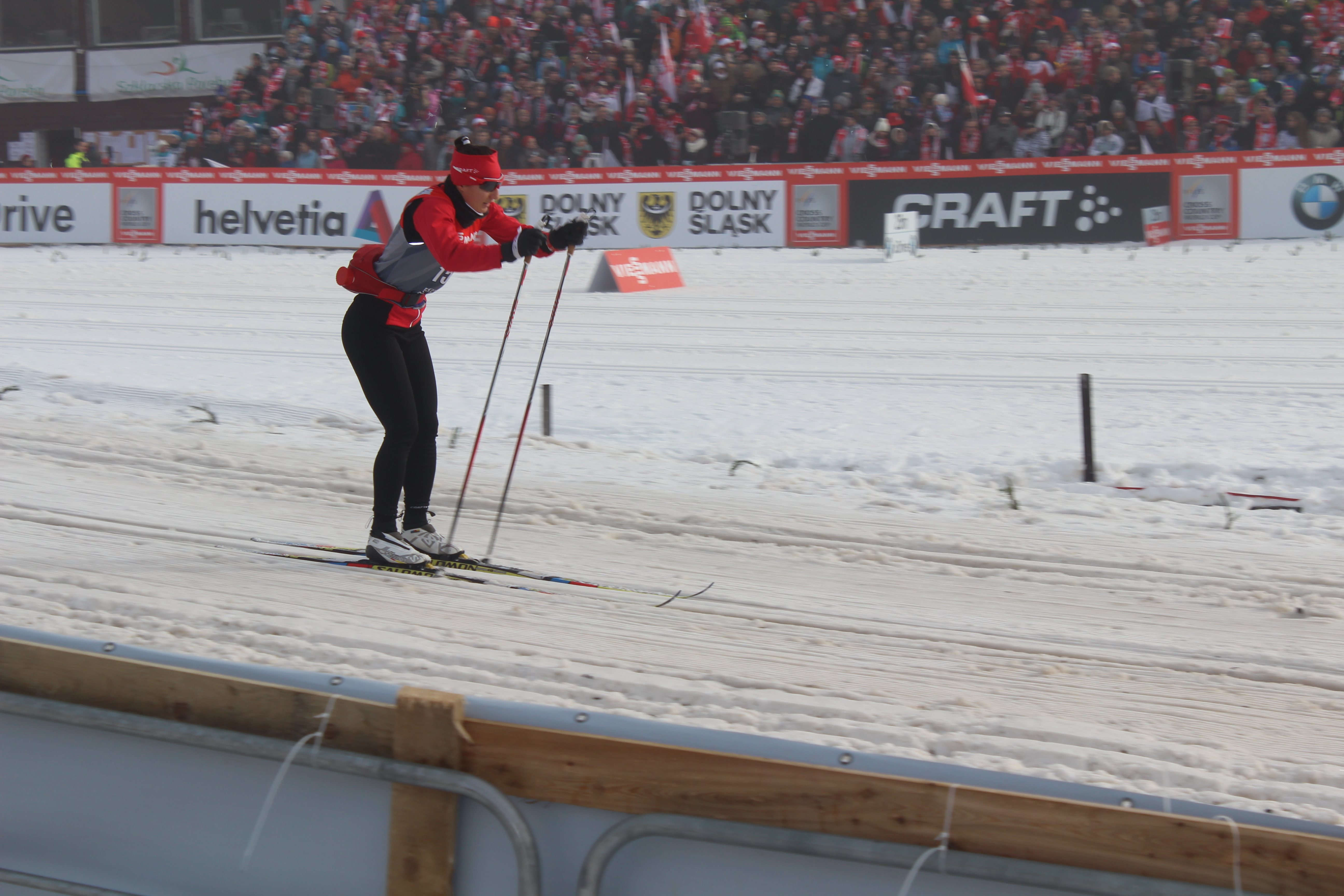
Sylwia Jaśkowiec podczas treningu przed zawodami w Szklarskiej Porębie na Polanie Jakuszyckiej/

Kolejne zawody odbyły się w Polsce, na Polanie Jakuszyckiej w Szklarskiej Porębie. W sobotę 18 stycznia 2014 w sprincie stylem dowolnym awansowała do finału i zajęła 4. miejsce.
Wzięła udział z Zimowych Igrzyskach Olimpijskich 2014 w Soczi. We wtorek 11 lutego 2014 podczas kwalifikacji do sprintu techniką dowolną upadła i nie zakwalifikowała się do ćwierćfinału. W sobotę 15 lutego 2014 odbył się bieg sztafetowy 4 × 5 km, w którym polska drużyna zajęła 7. miejsce. Polki biegły w składzie: pierwsza zmiana Kornelia Kubińska (styl klasyczny), druga zmiana Justyna Kowalczyk (styl klasyczny), trzecia zmiana Sylwia Jaśkowiec (styl dowolny), czwarta zmiana Paulina Maciuszek (styl dowolny). Bieg wygrała drużyna Szwecji, drugie miejsce zajęła drużyna Finlandii, a trzecie drużyna Niemiec. Po dyskwalifikacji sztafety rosyjskiej Polki przesunęły się na 6. miejsce. W środę 19 lutego 2014 odbył się sprint drużynowy stylem klasycznym (6 × 1,25 km), w którym polska drużyna zajęła 5. miejsce. Polki biegły w składzie: pierwsza, trzecia i piąta zmiana Sylwia Jaśkowiec, druga, czwarta i szósta zmiana Justyna Kowalczyk. Bieg wygrała drużyna Norwegii, drugie miejsce zajęła drużyna Finlandii, a trzecie drużyna Szwecji. W sobotę 22 lutego 2014 odbył się bieg na 30 km techniką dowolną ze startu wspólnego. Jaśkowiec została w nim sklasyfikowana na 33. miejscu, jednak po dyskwalifikacji trzech zawodniczek za doping przesunęła się na 30. pozycję.
Sezon Pucharu Świata zakończyła na 40. miejscu, gromadząc 152 punkty.

### Sezon 2014/2015
9 kwietnia 2014 dołączyła do drużyny Justyny Kowalczyk.
Sezon Pucharu Świata rozpoczął się w sobotę 29 listopada w fińskiej Ruce. Pierwszymi zawodami był sprint stylem klasycznym. Jaśkowiec zajęła 52. miejsce w eliminacjach i nie zakwalifikowała się do ćwierćfinałów. Dzień później w biegu na 10 km stylem klasycznym ze startu indywidualnego zajęła 46. miejsce. W piątek 5 grudnia wystartował norweski minicykl Lillehammer Tour. W pierwszym dniu zawodów nie zakwalifikowała się do ćwierćfinałów sprintu stylem dowolnym (38. miejsce w kwalifikacjach). W sobotę 6 grudnia, w biegu na 5 km stylem dowolnym ze startu indywidualnego, zajęła 25. miejsce. W niedzielę 7 grudnia, w ostatnim dniu zawodów w Lillehammer w biegu pościgowym na 10 km stylem klasycznym, wystartowała z 26. pozycji, a na metę przybiegła na 36. miejscu.
W niedzielę 14 grudnia w Davos nie zakwalifikowała się do ćwierćfinałów sprintu stylem dowolnym (31. miejsce w kwalifikacjach). Kolejne zawody miały odbyć się we francuskim La Clusaz, jednak z powodu braku śniegu odbyły się ponownie w Davos. W sobotę 20 grudnia odbył się bieg na 10 km stylem dowolnym ze startu indywidualnego, w którym zajęła 25. miejsce. W niedzielę 21 grudnia ponownie nie zakwalifikowała się do ćwierćfinałów sprintu stylem dowolnym (50. miejsce w kwalifikacjach).
W sobotę 3 stycznia 2015 w niemieckim Oberstdorfie od prologu na dystansie 3,2 km techniką dowolną ze startu indywidualnego rozpoczęła się 9. edycja Tour de Ski. Zajęła w tym biegu 24. miejsce. W niedzielę 4 stycznia, w drugim dniu zawodów w Oberstdorfie, w biegu pościgowym na 10 km stylem klasycznym, wystartowała z 24. pozycji, a na metę przybiegła na 23. miejscu. We wtorek 6 stycznia, w szwajcarskim Val Müstair, zajęła 28. miejsce w sprincie stylem dowolnym. W kwalifikacjach zajęła 25. miejsce, a w swoim biegu ćwierćfinałowym była 6. W środę 7 stycznia Tour de Ski przeniósł się do włoskiego Toblach (Dobbiaco), gdzie odbył się bieg na 5 km stylem klasycznym ze startu indywidualnego, w którym zajęła 31. miejsce. W czwartek 8 stycznia, również w Toblach, odbył się bieg pościgowy na 15 km stylem dowolnym. Wystartowała w nim z 19. pozycji, a na metę przybiegła na 17. miejscu. W sobotę 10 stycznia, w przedostatnim dniu Tour de Ski, we włoskim Val di Fiemme odbył się bieg na 10 km stylem klasycznym ze startu wspólnego, w którym zajęła 16. miejsce. W niedzielę 11 stycznia, w ostatnim dniu zawodów Tour de Ski, rozegrany został bieg pościgowy na 9 km stylem dowolnym, zakończony tradycyjnie „wspinaczką” na Alpe Cermis. Wystartowała w nim z 17. pozycji, a całe zawody zakończyła na 16. miejscu.
W sobotę 17 stycznia w estońskiej miejscowości Otepää odbył się sprint stylem klasycznym, który był pierwszym biegiem Pucharu Świata po Tour de Ski 2015. W kwalifikacjach sprintu zajęła 38. miejsce i nie dostała się w ćwierćfinałów. W niedzielę 18 stycznia, w drugim dniu zawodów w Otepää, odbył się sprint drużynowy stylem dowolnym (6 × 1,2 km). Justyna Kowalczyk biegła na pierwszej, trzeciej i piątej zmianie, natomiast Sylwia Jaśkowiec na drugiej, czwartej i szóstej zmianie. Polki wygrały swój bieg półfinałowy i zakwalifikowały się do finału, w którym zajęły 3. miejsce. Sprint wygrała reprezentacja Szwecji, natomiast 2. miejsce zajęła reprezentacja Norwegii. Było to pierwsze podium polskiej drużyny w historii drużynowych biegów sprinterskich Pucharu Świata. W piątek 23 stycznia w rosyjskim Rybińsku odbył się bieg na 10 km stylem dowolnym ze startu indywidualnego, w którym zajęła 11. miejsce. W sobotę 24 stycznia, w kolejnym dniu zawodów w Rybińsku, odbył się sprint stylem dowolnym, w którym zajęła 14. miejsce (10. miejsce w kwalifikacjach, 3. miejsce w swoim biegu ćwierćfinałowym). Po dwutygodniowej przerwie, w sobotę 14 lutego w szwedzkim Östersund, odbył się sprint stylem klasycznym, w którym zajęła 44. miejsce w kwalifikacjach, bez awansu do ćwierćfinałów. W niedzielę 15 lutego, w drugim dniu zawodów w Östersund, w biegu na 10 km stylem dowolnym ze startu indywidualnego, Polka zajęła 15. miejsce.
W czwartek 19 lutego odbył się pierwszy bieg narciarski na mistrzostwach świata w Falun. Był to sprint stylem klasycznym. W kwalifikacjach sprintu zajęła 32. miejsce i nie dostała się do ćwierćfinałów. W niedzielę 22 lutego odbył się sprint drużynowy stylem dowolnym (6 × 1,2 km). Justyna Kowalczyk biegła na pierwszej, trzeciej i piątej zmianie, natomiast Sylwia Jaśkowiec na drugiej, czwartej i szóstej zmianie. Polki zajęły drugie miejsce w swoim biegu półfinałowym i zakwalifikowały się do finału, w którym wywalczyły brązowy medal mistrzostw świata. Był to pierwszy medal polskiej drużyny w historii polskich biegów narciarskich. We wtorek 24 lutego rozegrany został bieg na 10 km stylem dowolnym ze startu indywidualnego, w którym Sylwia Jaśkowiec zajęła 14. miejsce. W czwartek 26 lutego odbył się bieg sztafetowy 4 × 5 km. Polki biegły w składzie: pierwsza zmiana Kornelia Kubińska (styl klasyczny), druga zmiana Justyna Kowalczyk (styl klasyczny), trzecia zmiana Ewelina Marcisz (styl dowolny), czwarta zmiana Sylwia Jaśkowiec (styl dowolny). Polska drużyna zajęła 5. miejsce.
W sobotę 7 marca 2015 w fińskim Lahti, odbył się pierwszy bieg narciarski po mistrzostwach świata. Był to sprint stylem dowolnym, w którym zajęła 21. miejsce (12. miejsce w kwalifikacjach, 6. miejsce w swoim biegu ćwierćfinałowym). W niedzielę 8 marca w biegu na 10 km stylem klasycznym, zajęła 21. miejsce. W środę 11 marca w norweskiej miejscowości Drammen odbył się sprint stylem klasycznym, w którym zajęła 33. miejsce w kwalifikacjach bez awansu do ćwierćfinałów. W niedzielę 15 marca odbyły się w norweskim Oslo ostatnie zawody Pucharu Świata 2014/2015. Był to bieg na 30 km stylem dowolnym ze startu wspólnego, w którym zajęła 28. miejsce.
Sezon Pucharu Świata zakończyła na 34. miejscu z 206 punktami.

### Sezony 2015/2016 i 2016/2017
29 kwietnia 2015 opuściła drużynę Justyny Kowalczyk i wróciła do kadry A-mix. 27 września 2015 zawodniczka wygrała zawody o mistrzostwo Czech w biegu na nartorolkach na dystansie 12 km stylem klasycznym.
19 października 2015 zawodniczka przeszła operację nogi, w trakcie której zszyto pęknięte w kilku miejscach ścięgno mięśnia strzałkowego krótkiego. Z powodu tej kontuzji Sylwia Jaśkowiec nie wystartowała w żadnym z konkursów Pucharu Świata 2015/2016. Zawodniczka wystartowała natomiast w mistrzostwach Polski rozegranych 19–24 marca 2016 na Polanie Jakuszyckiej, gdzie zdobyła trzy złote medale (w sprincie, sprincie drużynowym oraz w sztafecie) oraz jeden srebrny (w biegu na 5 km).
Latem 2016 doznała poważnej kontuzji kolana (zerwanie więzadła krzyżowego przedniego i pęknięcie łąkotki). Do urazu doszło na treningu, w trakcie gry w piłkę nożną. Uraz wymagał operacji, która odbyła się 6 lipca 2016. Uraz wykluczył zawodniczkę z rywalizacji w sezonie 2016/2017, w tym z mistrzostw świata w Lahti.

### Sezon 2017/2018
Do międzynarodowej rywalizacji, po ponad dwóch latach przerwy, powróciła w grudniu 2017. W dniach 1–3 grudnia wystartowała w zawodach FIS w Santa Caterinie (Włochy), gdzie zapewniła sobie prawo startów w Pucharze Świata. Do Pucharu Świata powróciła 16 grudnia 2017 w Toblach, gdzie zajęła 66. miejsce w rywalizacji na 10 km stylem dowolnym. W dniach 29–30 grudnia dwukrotnie zajęła trzecie miejsce w konkursach z cyklu Slavic Cup rozgrywanych w Szczyrbskim Jeziorze.
7 stycznia 2018 zdobyła złoty medal mistrzostw Polski w biegu na 10 km (dzień wcześniej zajęła 4. miejsce w sprincie). W styczniu wystąpiła również kilkukrotnie w zawodach Pucharu Świata.
Uczestniczyła w Zimowych Igrzyskach Olimpijskich 2018 w Pjongczangu. 10 lutego zajęła 30. miejsce w biegu łączonym na 15 km, 13 lutego była 37. w sprincie stylem klasycznym, a 15 lutego była 24. w biegu na 10 km stylem dowolnym. 17 lutego zajęła 10. miejsce w sztafecie, biegła wówczas na ostatniej zmianie osiągając na niej siódmy czas. 21 lutego wraz z Justyną Kowalczyk zajęła 7. miejsce w sprincie drużynowym stylem dowolnym. Zawodniczki uznały ten rezultat za dobry, ich celem było miejsce w czołowej „ósemce”. Sylwia Jaśkowiec biegła na nartach pożyczonych od Justyny Kowalczyk. Rozważano również jej start w biegu na 30 km stylem klasycznym, jednak ostatecznie się na niego nie zdecydowano.
Po igrzyskach olimpijskich wystartowała w zawodach Pucharu Świata w Lahti, gdzie 4 marca zdobyła jedyny w tym sezonie punkt w klasyfikacji generalnej (30. miejsce w biegu na 10 km stylem klasycznym). Wystartowała również w Finale Pucharu Świata w Falun. Po zakończeniu Pucharu Świata wzięła udział w drugiej części mistrzostw Polski, gdzie zdobyła trzy medale.

### Zakończenie kariery
Po zakończeniu sezonu 2017/2018 początkowo unikała deklaracji na temat kontynuacji kariery. Znalazła się w ogłoszonym w maju 2018 składzie kadry narodowej A na sezon 2018/2019.
21 września 2018 w mediach pojawiła się informacja, że postanowiła zakończyć karierę zawodniczki. Podjęła wówczas pracę jako obserwator młodzieży w Szkole  Mistrzostwa Sportowego w Zakopanem.

## Osiągnięcia

### Igrzyska olimpijskie
Źródła:
| Miejsce | Dzień     | Rok  | Miejscowość     | Konkurencja                            | Czas biegu      | Strata  | Zwyciężczyni           |
| ------- | --------- | ---- | --------------- | -------------------------------------- | --------------- | ------- | ---------------------- |
| 28.     | 15 lutego | 2010 | Whistler        | 10 km stylem dowolnym                  | 24:58,4         | +1:38,8 | Charlotte Kalla        |
| 34.     | 19 lutego | 2010 | Whistler        | 15 km bieg łączony                     | 39:58,1         | +2:56,7 | Marit Bjørgen          |
| DSQ     | 22 lutego | 2010 | Whistler        | Sprint drużynowy stylem dowolnym       | dyskwalifikacja | —       | Niemcy                 |
| DSQ     | 25 lutego | 2010 | Whistler        | Bieg sztafetowy 4×5 km                 | dyskwalifikacja | —       | Norwegia               |
| 24.     | 27 lutego | 2010 | Whistler        | 30 km stylem klasycznym (start masowy) | 1:30:33,7       | +4:15,4 | Justyna Kowalczyk      |
| 62.     | 11 lutego | 2014 | Krasnaja Polana | Sprint stylem dowolnym                 | 2:35,5          | —       | Maiken Caspersen Falla |
| 6.      | 15 lutego | 2014 | Krasnaja Polana | Bieg sztafetowy 4×5 km                 | 53:02,7         | +1:36,2 | Szwecja                |
| 5.      | 19 lutego | 2014 | Krasnaja Polana | Sprint drużynowy stylem klasycznym     | 16:04,05        | +31,49  | Norwegia               |
| 30.     | 22 lutego | 2014 | Krasnaja Polana | 30 km stylem dowolnym (start masowy)   | 1:11:05,2       | +4:42,4 | Marit Bjørgen          |
| 30.     | 10 lutego | 2018 | Pjongczang      | 15 km bieg łączony                     | 40:44,9         | +3:11,4 | Charlotte Kalla        |
| 37.     | 13 lutego | 2018 | Pjongczang      | Sprint stylem klasycznym               | 3:03,84         | —       | Stina Nilsson          |
| 24.     | 15 lutego | 2018 | Pjongczang      | 10 km stylem dowolnym                  | 25:00,5         | +2:21,0 | Ragnhild Haga          |
| 10.     | 17 lutego | 2018 | Pjongczang      | Bieg sztafetowy 4×5 km                 | 51:24,3         | +3:06,6 | Norwegia               |
| 7.      | 21 lutego | 2018 | Pjongczang      | Sprint drużynowy stylem dowolnym       | 15:56,47        | +36,01  | Stany Zjednoczone      |

### Mistrzostwa świata
Źródło:
| Miejsce | Dzień     | Rok  | Miejscowość   | Konkurencja                      | Czas biegu | Strata  | Zwyciężczyni      |
| ------- | --------- | ---- | ------------- | -------------------------------- | ---------- | ------- | ----------------- |
| 30.     | 21 lutego | 2009 | Liberec       | 15 km bieg łączony               | 40:55,3    | +2:53,6 | Justyna Kowalczyk |
| 30.     | 24 lutego | 2009 | Liberec       | Sprint stylem dowolnym           | 2:39,3     | —       | Arianna Follis    |
| 6.      | 26 lutego | 2009 | Liberec       | Bieg sztafetowy 4×5 km           | 54:24,3    | +1:12,1 | Finlandia         |
| 9.      | 24 lutego | 2013 | Val di Fiemme | Sprint drużynowy stylem dowolnym | 20:24,44   | +46,05  | Stany Zjednoczone |
| 48.     | 26 lutego | 2013 | Val di Fiemme | 10 km stylem dowolnym            | 25:23,4    | +2:30,8 | Therese Johaug    |
| 32.     | 19 lutego | 2015 | Falun         | Sprint stylem klasycznym         | 3:26,63    | —       | Marit Bjørgen     |
| 3.      | 22 lutego | 2015 | Falun         | Sprint drużynowy stylem dowolnym | 14:29,57   | +8,48   | Norwegia          |
| 14.     | 24 lutego | 2015 | Falun         | 10 km stylem dowolnym            | 25:08,8    | +1:19,0 | Charlotte Kalla   |
| 5.      | 26 lutego | 2015 | Falun         | Bieg sztafetowy 4×5 km           | 49:04,7    | +1:52,3 | Norwegia          |

### Mistrzostwa świata juniorów
Źródło:
| Miejsce | Dzień       | Rok  | Miejscowość | Konkurencja              | Czas biegu | Strata  | Zwyciężczyni           |
| ------- | ----------- | ---- | ----------- | ------------------------ | ---------- | ------- | ---------------------- |
| 49.     | 24 stycznia | 2002 | Schonach    | 5 km stylem dowolnym     | 16:15,1    | +1:48,2 | Élodie Bourgeois-Pin   |
| 50.     | 26 stycznia | 2002 | Schonach    | Sprint stylem dowolnym   | —          | —       | Mona-Liisa Malvalehto  |
| 37.     | 6 lutego    | 2003 | Sollefteå   | 5 km stylem klasycznym   | 15:23,5    | +1:32,5 | Mona-Liisa Malvalehto  |
| 48.     | 8 lutego    | 2003 | Sollefteå   | Sprint stylem dowolnym   | —          | —       | Nicole Fessel          |
| 8.      | 9 lutego    | 2003 | Sollefteå   | Bieg sztafetowy 4×5 km   | 58:51,3    | +2:55,1 | Rosja                  |
| 58.     | 5 lutego    | 2004 | Stryn       | 5 km stylem dowolnym     | 13:03,7    | +1:33,9 | Irina Artiomowa        |
| 13.     | 21 marca    | 2005 | Rovaniemi   | 10 km bieg łączony       | 29:24,9    | +1:19,4 | Marte Elden            |
| 28.     | 23 marca    | 2005 | Rovaniemi   | Sprint stylem klasycznym | —          | —       | Kari Vikhagen Gjeitnes |
| 18.     | 25 marca    | 2005 | Rovaniemi   | 5 km stylem dowolnym     | 14:24,8    | +1:04,1 | Natalja Iljina         |
| 28.     | 31 stycznia | 2006 | Kranj       | Sprint stylem dowolnym   | —          | —       | Astrid Jacobsen        |
| 11.     | 1 lutego    | 2006 | Kranj       | 5 km stylem klasycznym   | 13:57,9    | +56,8   | Astrid Jacobsen        |
| 20.     | 3 lutego    | 2006 | Kranj       | 10 km bieg łączony       | 29:12,2    | +1:26,3 | Charlotte Kalla        |
| 16.     | 5 lutego    | 2006 | Kranj       | Bieg sztafetowy 4×3,3 km | 34:59,0    | +2:43,5 | Norwegia               |

### Mistrzostwa świata młodzieżowców (do lat 23)
Źródło:
| Miejsce | Dzień       | Rok  | Miejscowość           | Konkurencja                          | Czas biegu | Strata | Zwycięzca          |
| ------- | ----------- | ---- | --------------------- | ------------------------------------ | ---------- | ------ | ------------------ |
| 23.     | 13 marca    | 2007 | Tarvisio              | Sprint stylem klasycznym             | —          | —      | Alena Procházková  |
| 8.      | 15 marca    | 2007 | Tarvisio              | 10 km stylem dowolnym                | 24:28,1    | +37,7  | Silvana Bucher     |
| 8.      | 17 marca    | 2007 | Tarvisio              | 15 km bieg łączony                   | 41:53,8    | +43,6  | Julija Czekalowa   |
| 13.     | 23 lutego   | 2008 | Malles Venosta        | Sprint stylem klasycznym             | —          | —      | Vesna Fabjan       |
| 5.      | 26 lutego   | 2008 | Malles Venosta        | 10 km stylem klasycznym              | 29:41,6    | +41,1  | Olga Tiagaj        |
| 10.     | 28 lutego   | 2008 | Malles Venosta        | 15 km stylem dowolnym (start masowy) | 37:03,4    | +38,2  | Olga Tiagaj        |
| 1.      | 29 stycznia | 2009 | Praz de Lys – Sommand | 10 km stylem dowolnym                | 28:39,1    | —      | —                  |
| 1.      | 31 stycznia | 2009 | Praz de Lys – Sommand | 15 km bieg łączony                   | 49:09,2    | —      | —                  |
| 35.     | 1 lutego    | 2009 | Praz de Lys – Sommand | Sprint stylem klasycznym             | —          | —      | Karianne Bjellånes |

### Uniwersjada
Źródła:
| Miejsce | Dzień       | Rok  | Miejscowość | Konkurencja            | Czas biegu | Strata  | Zwyciężczyni      |
| ------- | ----------- | ---- | ----------- | ---------------------- | ---------- | ------- | ----------------- |
| 35.     | 18 stycznia | 2007 | Pragelato   | 5 km stylem dowolnym   | 14:33,0    | +2:51.8 | Justyna Kowalczyk |
| 22.     | 20 stycznia | 2007 | Pragelato   | Sprint stylem dowolnym | —          | —       | Justyna Kowalczyk |
| 3.      | 22 stycznia | 2007 | Pragelato   | Bieg sztafetowy 3×5 km | 34:39,9    | +8,1    | Białoruś          |
| 18.     | 24 stycznia | 2007 | Pragelato   | 10 km bieg łączony     | 25:57,7    | +2:20.6 | Justyna Kowalczyk |
| 7.      | 26 stycznia | 2007 | Pragelato   | 15 km stylem dowolnym  | 38:11.1    | +20.6   | Olga Michajłowa   |

### Puchar Świata

#### Miejsca w klasyfikacji generalnej
Źródło:
| Sezon     | Miejsce           |
| --------- | ----------------- |
| 2003/2004 | niesklasyfikowana |
| 2006/2007 | niesklasyfikowana |
| 2007/2008 | 78.               |
| 2008/2009 | 75.               |
| 2009/2010 | 91.               |
| 2011/2012 | 112.              |
| 2012/2013 | niesklasyfikowana |
| 2013/2014 | 40.               |
| 2014/2015 | 34.               |
| 2017/2018 | 106.              |

#### Miejsca na podium w etapach zawodów Pucharu Świata chronologicznie
Źródło:
| Nr | Dzień      | Rok  | Miejscowość | Zawody      | Konkurencja          | Czas biegu | Strata | Miejsce | Zwyciężczyni  |
| -- | ---------- | ---- | ----------- | ----------- | -------------------- | ---------- | ------ | ------- | ------------- |
| 1. | 28 grudnia | 2013 | Oberhof     | Tour de Ski | 3 km stylem dowolnym | 6:34,4     | +7,0   | 3.      | Marit Bjørgen |

#### Miejsca na podium w zawodach drużynowych Pucharu Świata chronologicznie
Źródło:
| Nr | Dzień       | Rok  | Miejscowość | Konkurencja                      | Czas biegu | Strata | Miejsce | Zwycięzca |
| -- | ----------- | ---- | ----------- | -------------------------------- | ---------- | ------ | ------- | --------- |
| 1. | 18 stycznia | 2015 | Otepää      | Sprint drużynowy stylem dowolnym | 16:11,1    | +0,9   | 3.      | Szwecja   |

#### Miejsca w poszczególnych zawodach Pucharu Świata
| Sezon 2003/2004 |                             |                         |                           |                            |                             |                            |                             |                            |                          |                              |                              |                              |                               |                              |                               |                                   |                               |                                  |                             |                                 |                          |                             |                           |                           |                         |                                      |                               |                                  |                         |                                     |                     |                      |                        |                        |                       |        |        |        |        |        |        |        |        |        |        |        |        |        |        |        |        |        |        |        |
| Düsseldorf 25.10 (SP F) | Beitostølen 22.11 (10 km F) | Ruka 28.11 (10 km C)    | Ruka 29.11 (2×7,5 km)     | Dobbiaco 6.12 (15 km F)    | Davos 13.12 (10 km C)       | Val di Fiemme 16.12 (SP C) | Ramsau 20.12 (10 km F)      | Ramsau 21.12 (2×7,5 km)    | Falun 6.01 (2×7,5 km)    | Otepää 10.01 (15 km C)       | Nové Město 17.01 (10 km C)   | Nové Město 18.01 (SP F)      | Val di Fiemme 25.01 (70 km C) | La Clusaz 6.02 (10 km F)     | Oberstdorf 14.02 (2×7,5 km)   | Sztokholm 18.02 (SP C)            | Umeå 21.02 (10 km C)          | Trondheim 24.02 (SP F)           | Drammen 26.02 (SP C)        | Oslo 28.02 (30 km F)            | Lahti 5.03 (SP F)        | Lahti 7.03 (10 km C)        | Pragelato 12.03 (SP F)    | Pragelato 13.03 (15 km F) | punkty                  | punkty                               | punkty                        | punkty                           | punkty                  | punkty                              | punkty              | punkty               | punkty                 | punkty                 | punkty                | punkty | punkty | punkty | punkty | punkty | punkty | punkty | punkty | punkty | punkty | punkty | punkty | punkty | punkty | punkty | punkty | punkty |        |        |
| - | -                           | -                       | -                         | -                          | -                           | -                          | -                           | -                          | -                        | -                            | -                            | 55                           | -                             | -                            | -                             | -                                 | -                             | -                                | -                           | -                               | -                        | -                           | -                         | -                         | 0                       | 0                                    | 0                             | 0                                | 0                       | 0                                   | 0                   | 0                    | 0                      | 0                      | 0                     | 0      | 0      | 0      | 0      | 0      | 0      | 0      | 0      | 0      | 0      | 0      | 0      | 0      | 0      | 0      | 0      | 0      |        |        |
| Sezon 2006/2007 |                             |                         |                           |                            |                             |                            |                             |                            |                          |                              |                              |                              |                               |                              |                               |                                   |                               |                                  |                             |                                 |                          |                             |                           |                           |                         |                                      |                               |                                  |                         |                                     |                     |                      |                        |                        |                       |        |        |        |        |        |        |        |        |        |        |        |        |        |        |        |        |        |        |        |
| Düsseldorf 28.10 (SP F) | Gällivare 18.11 (10 km F)   | Ruka 25.11 (SP C)       | Ruka 26.11 (10 km C)      | Cogne 13.12 (10 km C)      | La Clusaz 16.12 (15 km F)   | Monachium 31.12 (SP F)     | Oberstdorf 2.01 (2×5 km)    | Oberstdorf 3.01 (10 km C)  | Asiago 5.01 (SP F)       | Val di Fiemme 6.01 (15 km C) | Val di Fiemme 7.01 (10 km F) | TdS                          | Rybińsk 20.01 (15 km F)       | Rybińsk 21.01 (SP F)         | Otepää 27.01 (10 km C)        | Otepää 28.01 (SP C)               | Davos 3.02 (10 km F)          | Changchun 15.02 (SP C)           | Changchun 16.02 (10 km F)   | Lahti 10.03 (SP F)              | Lahti 11.03 (10 km C)    | Drammen 14.03 (SP C)        | Oslo 17.03 (30 km C)      | Sztokholm 21.03 (SP C)    | Falun 24.03 (2×7,5 km)  | punkty                               | punkty                        | punkty                           | punkty                  | punkty                              | punkty              | punkty               | punkty                 | punkty                 | punkty                | punkty | punkty | punkty | punkty | punkty | punkty | punkty | punkty | punkty | punkty | punkty | punkty | punkty | punkty | punkty | punkty | punkty |        |        |
| - | -                           | -                       | -                         | 62                         | -                           | -                          | -                           | -                          | -                        | -                            | -                            | -                            | -                             | -                            | -                             | -                                 | -                             | -                                | -                           | -                               | -                        | -                           | -                         | -                         | -                       | 0                                    | 0                             | 0                                | 0                       | 0                                   | 0                   | 0                    | 0                      | 0                      | 0                     | 0      | 0      | 0      | 0      | 0      | 0      | 0      | 0      | 0      | 0      | 0      | 0      | 0      | 0      | 0      | 0      | 0      |        |        |
| Sezon 2007/2008 |                             |                         |                           |                            |                             |                            |                             |                            |                          |                              |                              |                              |                               |                              |                               |                                   |                               |                                  |                             |                                 |                          |                             |                           |                           |                         |                                      |                               |                                  |                         |                                     |                     |                      |                        |                        |                       |        |        |        |        |        |        |        |        |        |        |        |        |        |        |        |        |        |        |        |
| Düsseldorf 27.10 (SP F) | Beitostølen 24.11 (10 km F) | Ruka 1.12 (SP C)        | Ruka 2.12 (10 km C)       | Davos 8.12 (10 km C)       | Rybińsk 15.12 (15 km F)     | Rybińsk 16.12 (SP F)       | Nové Město 28.12 (3,3 km C) | Nové Město 29.12 (10 km F) | Praga 30.12 (SP F)       | Nové Město 1.01 (10 km F)    | Nové Město 2.01 (10 km C)    | Asiago 4.01 (SP F)           | Val di Fiemme 5.01 (10 km C)  | Val di Fiemme 6.01 (9 km F)  | TdS                           | Canmore 22.01 (2×7,5 km)          | Canmore 23.01 (SP C)          | Canmore 25.01 (10 km F)          | Canmore 26.01 (SP F)        | Otepää 9.02 (10 km C)           | Otepää 10.02 (SP C)      | Liberec 16.02 (7,6 km F)    | Falun 23.02 (2×7,5 km)    | Sztokholm 27.02 (SP C)    | Lahti 1.03 (SP F)       | Lahti 2.03 (10 km C)                 | Drammen 5.03 (SP C)           | Oslo 8.03 (30 km F)              | Bormio 14.03 (2,5 km F) | Bormio 15-16.03 (10 km C + 10 km F) | punkty              | punkty               | punkty                 | punkty                 | punkty                | punkty | punkty | punkty | punkty | punkty | punkty | punkty | punkty | punkty | punkty | punkty | punkty | punkty | punkty | punkty | punkty | punkty |        |        |
| 55 | -                           | 48                      | 51                        | -                          | 38                          | 58                         | -                           | -                          | -                        | -                            | -                            | -                            | -                             | -                            | -                             | -                                 | -                             | -                                | -                           | -                               | -                        | 27                          | -                         | -                         | -                       | -                                    | -                             | -                                | 23                      | 44                                  | 12                  | 12                   | 12                     | 12                     | 12                    | 12     | 12     | 12     | 12     | 12     | 12     | 12     | 12     | 12     | 12     | 12     | 12     | 12     | 12     | 12     | 12     | 12     |        |        |
| Sezon 2008/2009 |                             |                         |                           |                            |                             |                            |                             |                            |                          |                              |                              |                              |                               |                              |                               |                                   |                               |                                  |                             |                                 |                          |                             |                           |                           |                         |                                      |                               |                                  |                         |                                     |                     |                      |                        |                        |                       |        |        |        |        |        |        |        |        |        |        |        |        |        |        |        |        |        |        |        |
| Gällivare 22.11 (10 km F) | Ruka 29.11 (SP C)           | Ruka 30.11 (10 km C)    | La Clusaz 6.12 (15 km F)  | Davos 13.12 (10 km C)      | Davos 14.12 (SP F)          | Düsseldorf 20.12 (SP F)    | Oberhof 27.12 (2,8 km F)    | Oberhof 28.12 (10 km C)    | Praga 29.12 (SP F)       | Nové Město 31.12 (9 km C)    | Nové Město 1.01 (SP F)       | Val di Fiemme 3.01 (10 km C) | Val di Fiemme 4.01 (9 km F)   | TdS                          | Whistler 16.01 (SP C)         | Whistler 17.01 (2×7,5 km)         | Otepää 24.01 (10 km C)        | Otepää 25.01 (SP C)              | Rybińsk 30.01 (10 km F)     | Rybińsk 31.01 (SP F)            | Valdidentro 13.02 (SP F) | Valdidentro 14.02 (10 km C) | Lahti 07.03 (SP F)        | Lahti 08.03 (10 km F)     | Trondheim 12.03 (SP C)  | Trondheim 14.03 (30 km C)            | Sztokholm 18.03 (SP C)        | Falun 20.03 (2,5 km F)           | Falun 21.03 (2×5 km)    | Falun 22.03 (10 km F)               | FPŚ                 | punkty               | punkty                 | punkty                 | punkty                | punkty | punkty | punkty | punkty | punkty | punkty | punkty | punkty | punkty | punkty | punkty | punkty | punkty | punkty | punkty | punkty | punkty |        |        |
| 31 | 54                          | 65                      | 40                        | 46                         | 46                          | -                          | -                           | -                          | -                        | -                            | -                            | -                            | -                             | -                            | -                             | -                                 | -                             | -                                | -                           | -                               | -                        | -                           | -                         | 40                        | 50                      | 40                                   | 49                            | 20                               | 39                      | 20                                  | 33                  | 22                   | 22                     | 22                     | 22                    | 22     | 22     | 22     | 22     | 22     | 22     | 22     | 22     | 22     | 22     | 22     | 22     | 22     | 22     | 22     | 22     | 22     |        |        |
| Sezon 2009/2010 |                             |                         |                           |                            |                             |                            |                             |                            |                          |                              |                              |                              |                               |                              |                               |                                   |                               |                                  |                             |                                 |                          |                             |                           |                           |                         |                                      |                               |                                  |                         |                                     |                     |                      |                        |                        |                       |        |        |        |        |        |        |        |        |        |        |        |        |        |        |        |        |        |        |        |
| Beitostølen 21.11 (10 km F) | Ruka 28.11 (SP C)           | Ruka 29.11 (10 km C)    | Düsseldorf 5.12 (SP F)    | Davos 12.12 (10 km F)      | Davos 13.12 (SP F)          | Rogla 19.12 (SP C)         | Rogla 20.12 (15 km C)       | Oberhof 1.01 (2,8 km F)    | Oberhof 2.01 (10 km C)   | Oberhof 3.01 (SP C)          | Praga 4.01 (SP F)            | Toblach 6.01 (16 km F)       | Toblach 7.01 (5 km C)         | Val di Fiemme 9.01 (10 km C) | Val di Fiemme 10.01 (9 km F)  | TdS                               | Otepää 16.01 (10 km C)        | Otepää 17.01 (SP C)              | Rybińsk 22.01 (SP F)        | Rybińsk 23.01 (2×7,5 km)        | Canmore 5.02 (10 km F)   | Canmore 6.02 (SP C)         | Lahti 6.03 (2×7,5 km)     | Drammen 11.03 (SP C)      | Oslo 13.03 (30 km F)    | Oslo 14.03 (SP F)                    | Sztokholm 17.03 (SP C)        | Falun 19.03 (2,5 km C)           | Falun 20.03 (2×5 km)    | FPŚ                                 | punkty              | punkty               | punkty                 | punkty                 | punkty                | punkty | punkty | punkty | punkty | punkty | punkty | punkty | punkty | punkty | punkty | punkty | punkty | punkty | punkty | punkty | punkty |        |        |        |
| 23 | 58                          | 68                      | -                         | 53                         | 39                          | 47                         | -                           | -                          | -                        | -                            | -                            | -                            | -                             | -                            | -                             | -                                 | 31                            | -                                | -                           | -                               | 33                       | 52                          | -                         | -                         | 19                      | 51                                   | -                             | -                                | -                       | -                                   | 20                  | 20                   | 20                     | 20                     | 20                    | 20     | 20     | 20     | 20     | 20     | 20     | 20     | 20     | 20     | 20     | 20     | 20     | 20     | 20     | 20     | 20     |        |        |        |
| Sezon 2011/2012 |                             |                         |                           |                            |                             |                            |                             |                            |                          |                              |                              |                              |                               |                              |                               |                                   |                               |                                  |                             |                                 |                          |                             |                           |                           |                         |                                      |                               |                                  |                         |                                     |                     |                      |                        |                        |                       |        |        |        |        |        |        |        |        |        |        |        |        |        |        |        |        |        |        |        |
| Sjusjøen 19.11 (10 km F) | Ruka 25.11 (SP C)           | Ruka 26.11 (5 km F)     | Ruka 27.11 (10 km C)      | RT                         | Düsseldorf 3.12 (SP F)      | Davos 10.12 (15 km F)      | Davos 11.12 (SP F)          | Rogla 17.12 (10 km C)      | Rogla 18.12 (SP F)       | Oberhof 29.12 (3,1 km F)     | Oberhof 30.12 (10 km C)      | Oberstdorf 31.12 (SP C)      | Oberstdorf 1.01 (2×5 km)      | Toblach 3.01 (3,3 km C)      | Toblach 4.01 (SP F)           | Toblach 5.01 (15 km F)            | Val di Fiemme 7.01 (10 km C)  | Val di Fiemme 8.01 (9 km F)      | TdS                         | Mediolan 14.01 (SP F)           | Otepää 21.01 (SP C)      | Otepää 22.01 (10 km C)      | Moskwa 2.02 (SP F)        | Rybińsk 4.02 (10 km F)    | Rybińsk 5.02 (2×7,5 km) | Nové Město na Moravě 11.02 (15 km C) | Szklarska Poręba 17.02 (SP F) | Szklarska Poręba 18.02 (10 km C) | Lahti 3.03 (2×7,5 km)   | Lahti 4.03 (SP C)                   | Drammen 7.03 (SP C) | Oslo 11.03 (30 km C) | Sztokholm 14.03 (SP C) | Falun 16.03 (2,5 km F) | Falun 17.03 (10 km C) | FPŚ    | punkty | punkty | punkty | punkty | punkty | punkty | punkty | punkty | punkty | punkty | punkty | punkty | punkty | punkty | punkty | punkty |        |        |
| - | 79                          | 52                      | 73                        | 71                         | -                           | 61                         | -                           | 52                         | 49                       | 52                           | -                            | -                            | -                             | -                            | -                             | -                                 | -                             | -                                | -                           | -                               | -                        | -                           | -                         | -                         | -                       | 41                                   | 29                            | 46                               | -                       | -                                   | -                   | -                    | -                      | -                      | -                     | -      | 2      | 2      | 2      | 2      | 2      | 2      | 2      | 2      | 2      | 2      | 2      | 2      | 2      | 2      | 2      | 2      |        |        |
| Sezon 2012/2013 |                             |                         |                           |                            |                             |                            |                             |                            |                          |                              |                              |                              |                               |                              |                               |                                   |                               |                                  |                             |                                 |                          |                             |                           |                           |                         |                                      |                               |                                  |                         |                                     |                     |                      |                        |                        |                       |        |        |        |        |        |        |        |        |        |        |        |        |        |        |        |        |        |        |        |
| Gällivare 24.11 (10 km F) | Ruka 30.11 (SP C)           | Ruka 1.12 (5 km F)      | Ruka 2.12 (10 km C)       | RT                         | Quebec 8.12 (SP F)          | Canmore 13.12 (10 km C)    | Canmore 15.12 (SP F)        | Canmore 16.12 (2×7,5 km)   | Oberhof 29.12 (3,1 km F) | Oberhof 30.12 (9 km C)       | Val Müstair 1.01 (SP F)      | Toblach 3.01 (15 km F)       | Toblach 4.01 (3,3 km C)       | Val di Fiemme 5.01 (10 km C) | Val di Fiemme 6.01 (9 km F)   | TdS                               | Liberec 12.01 (SP C)          | La Clusaz 19.01 (10 km C)        | Krasnaja Polana 1.02 (SP F) | Krasnaja Polana 2.02 (2×7,5 km) | Davos 16.02 (SP C)       | Davos 17.02 (10 km F)       | Lahti 9.03 (SP F)         | Lahti 10.03 (10 km C)     | Drammen 13.03 (SP C)    | Oslo 17.03 (30 km F)                 | Sztokholm 20.03 (SP C)        | Falun 22.03 (2,5 km F)           | Falun 23.03 (10 km C)   | FPŚ                                 | punkty              | punkty               | punkty                 | punkty                 | punkty                | punkty | punkty | punkty | punkty | punkty | punkty | punkty | punkty | punkty | punkty | punkty | punkty | punkty | punkty | punkty | punkty | punkty |        |        |
| 44 | 71                          | 34                      | -                         | -                          | -                           | -                          | -                           | -                          | -                        | -                            | -                            | -                            | -                             | -                            | -                             | -                                 | -                             | -                                | -                           | -                               | -                        | -                           | -                         | -                         | -                       | -                                    | -                             | -                                | -                       | -                                   | 0                   | 0                    | 0                      | 0                      | 0                     | 0      | 0      | 0      | 0      | 0      | 0      | 0      | 0      | 0      | 0      | 0      | 0      | 0      | 0      | 0      | 0      | 0      |        |        |
| Sezon 2013/2014 |                             |                         |                           |                            |                             |                            |                             |                            |                          |                              |                              |                              |                               |                              |                               |                                   |                               |                                  |                             |                                 |                          |                             |                           |                           |                         |                                      |                               |                                  |                         |                                     |                     |                      |                        |                        |                       |        |        |        |        |        |        |        |        |        |        |        |        |        |        |        |        |        |        |        |
| Ruka 29.11 (SP C) | Ruka 30.11 (5 km C)         | Ruka 1.12 (10 km F)     | RT                        | Lillehammer 7.12 (10 km C) | Davos 14.12 (15 km F)       | Davos 15.12 (SP F)         | Asiago 21.12 (SP C)         | Oberhof 28.12 (3 km F)     | Oberhof 29.12 (SP F)     | Lenzerheide 31.12 (SP F)     | Lenzerheide 1.01 (10 km C)   | Toblach 3.01 (15 km F)       | Val di Fiemme 4.01 (5 km C)   | Val di Fiemme 5.01 (9 km F)  | TdS                           | Nové Město na Moravě 11.01 (SP F) | Szklarska Poręba 18.01 (SP F) | Szklarska Poręba 19.01 (10 km C) | Toblach 1.02 (10 km C)      | Toblach 2.02 (SP F)             | Lahti 1.03 (SP F)        | Lahti 2.03 (10 km F)        | Drammen 5.03 (SP C)       | Oslo 9.03 (30 km C)       | Falun 14.03 (SP C)      | Falun 15.03 (2×7,5 km)               | FPŚ                           | punkty                           | punkty                  | punkty                              | punkty              | punkty               | punkty                 | punkty                 | punkty                | punkty | punkty | punkty | punkty | punkty | punkty | punkty | punkty | punkty | punkty | punkty | punkty | punkty | punkty |        |        |        |        |        |
| 81 | 63                          | 51                      | 54                        | -                          | 24                          | 56                         | 50                          | 3                          | 12                       | 23                           | 43                           | -                            | -                             | -                            | -                             | -                                 | 4                             | -                                | -                           | -                               | 52                       | 20                          | 55                        | -                         | 35                      | 28                                   | 27                            | 152                              | 152                     | 152                                 | 152                 | 152                  | 152                    | 152                    | 152                   | 152    | 152    | 152    | 152    | 152    | 152    | 152    | 152    | 152    | 152    | 152    | 152    | 152    | 152    |        |        |        |        |        |
| Sezon 2014/2015 |                             |                         |                           |                            |                             |                            |                             |                            |                          |                              |                              |                              |                               |                              |                               |                                   |                               |                                  |                             |                                 |                          |                             |                           |                           |                         |                                      |                               |                                  |                         |                                     |                     |                      |                        |                        |                       |        |        |        |        |        |        |        |        |        |        |        |        |        |        |        |        |        |        |        |
| Ruka 29.11 (SP C) | Ruka 30.11 (10 km C)        | Lillehammer 5.12 (SP F) | Lillehammer 6.12 (5 km F) | Lillehammer 7.12 (10 km C) | LT                          | Davos 13.12 (10 km C)      | Davos 14.12 (SP F)          | Davos 20.12 (10 km F)      | Davos 21.12 (SP F)       | Oberstdorf 3.01 (3,2 km F)   | Oberstdorf 4.01 (10 km C)    | Val Müstair 6.01 (SP F)      | Toblach 7.01 (5 km C)         | Toblach 8.01 (15 km F)       | Val di Fiemme 10.01 (10 km C) | Val di Fiemme 11.01 (9 km F)      | TdS                           | Otepää 17.01 (SP C)              | Rybińsk 23.01 (10 km F)     | Rybińsk 24.01 (SP F)            | Rybińsk 25.01 (2×7,5 km) | Östersund 14.02 (SP C)      | Östersund 15.02 (10 km F) | Lahti 7.03 (SP F)         | Lahti 8.03 (10 km C)    | Drammen 11.03 (SP C)                 | Oslo 15.03 (30 km F)          | punkty                           | punkty                  | punkty                              | punkty              | punkty               | punkty                 | punkty                 | punkty                | punkty | punkty | punkty | punkty | punkty | punkty | punkty | punkty | punkty | punkty | punkty | punkty | punkty | punkty |        |        |        |        |        |
| 52 | 46                          | 38                      | 25                        | 41                         | 36                          | -                          | 32                          | 25                         | 50                       | 24                           | 23                           | 28                           | 31                            | 17                           | 16                            | 17                                | 16                            | 38                               | 11                          | 14                              | -                        | 44                          | 15                        | 29                        | 21                      | 33                                   | 28                            | 206                              | 206                     | 206                                 | 206                 | 206                  | 206                    | 206                    | 206                   | 206    | 206    | 206    | 206    | 206    | 206    | 206    | 206    | 206    | 206    | 206    | 206    | 206    | 206    |        |        |        |        |        |
| Sezon 2017/2018 |                             |                         |                           |                            |                             |                            |                             |                            |                          |                              |                              |                              |                               |                              |                               |                                   |                               |                                  |                             |                                 |                          |                             |                           |                           |                         |                                      |                               |                                  |                         |                                     |                     |                      |                        |                        |                       |        |        |        |        |        |        |        |        |        |        |        |        |        |        |        |        |        |        |        |
| Ruka 24.11 (SP C) | Ruka 25.11 (10 km C)        | Ruka 26.11 (10 km F)    | RT                        | Lillehammer 2.12 (SP C)    | Lillehammer 3.12 (2×7,5 km) | Davos 9.12 (SP F)          | Davos 10.12 (10 km F)       | Toblach 16.12 (10 km F)    | Toblach 17.12 (10 km C)  | Lenzerheide 30.12 (SP F)     | Lenzerheide 31.12 (10 km C)  | Lenzerheide 1.01 (10 km F)   | Oberstdorf 4.01 (10 km F)     | Val di Fiemme 6.01 (10 km C) | Val di Fiemme 7.01 (9 km F)   | TdS                               | Drezno 13.01 (SP F)           | Planica 20.01 (SP C)             | Planica 21.01 (10 km C)     | Seefeld 27.01 (SP F)            | Seefeld 28.01 (10 km F)  | Lahti 3.03 (SP F)           | Lahti 4.03 (10 km C)      | Drammen 7.03 (SP C)       | Oslo 11.03 (30 km F)    | Falun 16.03 (SP F)                   | Falun 17.03 (10 km C)         | Falun 18.03 (10 km F)            | FPŚ                     | punkty                              | punkty              | punkty               | punkty                 | punkty                 | punkty                | punkty | punkty | punkty | punkty | punkty | punkty | punkty | punkty | punkty | punkty | punkty | punkty | punkty | punkty | punkty | punkty | punkty | punkty | punkty |
| - | -                           | -                       | -                         | -                          | -                           | -                          | -                           | 66                         | 61                       | -                            | -                            | -                            | -                             | -                            | -                             | -                                 | 41                            | 58                               | 41                          | 40                              | 39                       | 39                          | 30                        | -                         | -                       | 46                                   | 48                            | 33                               | 42                      | 1                                   | 1                   | 1                    | 1                      | 1                      | 1                     | 1      | 1      | 1      | 1      | 1      | 1      | 1      | 1      | 1      | 1      | 1      | 1      | 1      | 1      | 1      | 1      | 1      | 1      | 1      |
| Legenda |                             |                         |                           |                            |                             |                            |                             |                            |                          |                              |                              |                              |                               |                              |                               |                                   |                               |                                  |                             |                                 |                          |                             |                           |                           |                         |                                      |                               |                                  |                         |                                     |                     |                      |                        |                        |                       |        |        |        |        |        |        |        |        |        |        |        |        |        |        |        |        |        |        |        |
| 1 2 3 4-10 11-30 31-100 wyniki anulowane DNF – zawodnik nie ukończył biegu – – zawodnik nie wystartował TdS – Tour de Ski FPŚ – Finał Pucharu Świata RT – Ruka Triple LT – Lillehammer Tour |                             |                         |                           |                            |                             |                            |                             |                            |                          |                              |                              |                              |                               |                              |                               |                                   |                               |                                  |                             |                                 |                          |                             |                           |                           |                         |                                      |                               |                                  |                         |                                     |                     |                      |                        |                        |                       |        |        |        |        |        |        |        |        |        |        |        |        |        |        |        |        |        |        |        |

### Slavic Cup

#### Miejsca w klasyfikacji generalnej
Źródło:
| Sezon     | Miejsce |
| --------- | ------- |
| 2005/2006 | ?       |
| 2007/2008 | 13.     |
| 2011/2012 | 12.     |
| 2012/2013 | 35.     |
| 2017/2018 | 17.     |

#### Miejsca w poszczególnych konkursach Slavic Cup
Źródło:
| Sezon 2005/2006                                                       |                           |                           |                           |                           |                           |                         |                       |                 |                 |                        |                         |                |                |        |        |        |        |        |        |        |        |        |        |        |        |        |        |        |        |        |        |        |        |        |        |        |        |        |        |        |        |        |        |        |        |        |        |        |        |        |        |        |     |
| Horní Mísečky 17.12                                                   | Horní Mísečky 18.12       | Zakopane 30.12            | Kremnica – Skalka 17.03   | Kremnica – Skalka 18.03   | punkty                    | punkty                  | punkty                | punkty          | punkty          | punkty                 | punkty                  | punkty         | punkty         | punkty | punkty | punkty | punkty | punkty | punkty | punkty | punkty | punkty | punkty | punkty | punkty | punkty | punkty | punkty | punkty | punkty | punkty | punkty | punkty | punkty | punkty | punkty | punkty | punkty | punkty | punkty | punkty | punkty | punkty | punkty | punkty | punkty | punkty | punkty | punkty | punkty | punkty | punkty |     |
| 10                                                                    | 3                         | 1                         | 4                         | 2                         | ?                         | ?                       | ?                     | ?               | ?               | ?                      | ?                       | ?              | ?              | ?      | ?      | ?      | ?      | ?      | ?      | ?      | ?      | ?      | ?      | ?      | ?      | ?      | ?      | ?      | ?      | ?      | ?      | ?      | ?      | ?      | ?      | ?      | ?      | ?      | ?      | ?      | ?      | ?      | ?      | ?      | ?      | ?      | ?      | ?      | ?      | ?      | ?      | ?      |     |
| Sezon 2007/2008                                                       |                           |                           |                           |                           |                           |                         |                       |                 |                 |                        |                         |                |                |        |        |        |        |        |        |        |        |        |        |        |        |        |        |        |        |        |        |        |        |        |        |        |        |        |        |        |        |        |        |        |        |        |        |        |        |        |        |        |     |
| Horní Mísečky 21.12                                                   | Horní Mísečky 22.12       | Zakopane 30.12            | Jablonec nad Nysą 12.01   | Jablonec nad Nysą 13.01   | Kremnica – Skalka 19.03   | Kremnica – Skalka 20.03 | punkty                | punkty          | punkty          | punkty                 | punkty                  | punkty         | punkty         | punkty | punkty | punkty | punkty | punkty | punkty | punkty | punkty | punkty | punkty | punkty | punkty | punkty | punkty | punkty | punkty | punkty | punkty | punkty | punkty | punkty | punkty | punkty | punkty | punkty | punkty | punkty | punkty | punkty | punkty | punkty | punkty | punkty | punkty | punkty | punkty | punkty | punkty | punkty |     |
| -                                                                     | -                         | 1                         | -                         | -                         | -                         | -                       | 100                   | 100             | 100             | 100                    | 100                     | 100            | 100            | 100    | 100    | 100    | 100    | 100    | 100    | 100    | 100    | 100    | 100    | 100    | 100    | 100    | 100    | 100    | 100    | 100    | 100    | 100    | 100    | 100    | 100    | 100    | 100    | 100    | 100    | 100    | 100    | 100    | 100    | 100    | 100    | 100    | 100    | 100    | 100    | 100    | 100    | 100    |     |
| Sezon 2011/2012                                                       |                           |                           |                           |                           |                           |                         |                       |                 |                 |                        |                         |                |                |        |        |        |        |        |        |        |        |        |        |        |        |        |        |        |        |        |        |        |        |        |        |        |        |        |        |        |        |        |        |        |        |        |        |        |        |        |        |        |     |
| Horní Mísečky 10.12                                                   | Horní Mísečky 11.12       | Szczyrbskie Jezioro 7.01  | Szczyrbskie Jezioro 8.01  | Szczyrbskie Jezioro 21.01 | Szczyrbskie Jezioro 22.01 | Wisła 28.01             | Wisła 29.01           | Nové Město 4.02 | Nové Město 5.02 | Gierlachów 10.03       | Gierlachów 11.03        | punkty         | punkty         | punkty | punkty | punkty | punkty | punkty | punkty | punkty | punkty | punkty | punkty | punkty | punkty | punkty | punkty | punkty | punkty | punkty | punkty | punkty | punkty |        |        |        |        |        |        |        |        |        |        |        |        |        |        |        |        |        |        |        |     |
| -                                                                     | -                         | 3                         | 8                         | -                         | -                         | -                       | 4                     | 3               | 4               | -                      | -                       | 252            | 252            | 252    | 252    | 252    | 252    | 252    | 252    | 252    | 252    | 252    | 252    | 252    | 252    | 252    | 252    | 252    | 252    | 252    | 252    | 252    | 252    |        |        |        |        |        |        |        |        |        |        |        |        |        |        |        |        |        |        |        |     |
| Sezon 2012/2013                                                       |                           |                           |                           |                           |                           |                         |                       |                 |                 |                        |                         |                |                |        |        |        |        |        |        |        |        |        |        |        |        |        |        |        |        |        |        |        |        |        |        |        |        |        |        |        |        |        |        |        |        |        |        |        |        |        |        |        |     |
| Horní Mísečky 21.12                                                   | Horní Mísečky 22.12       | Wisła 2.02                | Wisła 3.02                | Szczyrbskie Jezioro 16.02 | Szczyrbskie Jezioro 17.02 | Nové Město 2.03         | Nové Město 3.03       | Nové Město 4.02 | Nové Město 5.02 | Kremnica – Skalka 9.03 | Kremnica – Skalka 10.03 | Zakopane 16.02 | Zakopane 17.02 | punkty | punkty | punkty | punkty | punkty | punkty | punkty | punkty | punkty | punkty | punkty | punkty | punkty | punkty | punkty | punkty | punkty | punkty | punkty | punkty | punkty | punkty |        |        |        |        |        |        |        |        |        |        |        |        |        |        |        |        |        |     |
| -                                                                     | -                         | -                         | -                         | -                         | -                         | -                       | -                     | -               | -               | 4                      | -                       | -              | -              | 50     | 50     | 50     | 50     | 50     | 50     | 50     | 50     | 50     | 50     | 50     | 50     | 50     | 50     | 50     | 50     | 50     | 50     | 50     | 50     | 50     | 50     |        |        |        |        |        |        |        |        |        |        |        |        |        |        |        |        |        |     |
| Sezon 2017/2018                                                       |                           |                           |                           |                           |                           |                         |                       |                 |                 |                        |                         |                |                |        |        |        |        |        |        |        |        |        |        |        |        |        |        |        |        |        |        |        |        |        |        |        |        |        |        |        |        |        |        |        |        |        |        |        |        |        |        |        |     |
| Szczyrbskie Jezioro 16.12                                             | Szczyrbskie Jezioro 17.12 | Szczyrbskie Jezioro 29.12 | Szczyrbskie Jezioro 30.12 | Wisła 3.03                | Wisła 4.03                | Kremnica Skalka 17.03   | Kremnica Skalka 18.03 | punkty          | punkty          | punkty                 | punkty                  | punkty         | punkty         | punkty | punkty | punkty | punkty | punkty | punkty | punkty | punkty |        |        |        |        |        |        |        |        |        |        |        |        |        |        |        |        |        |        |        |        |        |        |        |        |        |        |        |        |        |        |        |     |
| -                                                                     | -                         | 3                         | 3                         | -                         | -                         | -                       | -                     | 120             | 120             | 120                    | 120                     | 120            | 120            | 120    | 120    | 120    | 120    | 120    | 120    | 120    | 120    | 120    | 120    | 120    | 120    | 120    | 120    | 120    | 120    | 120    | 120    | 120    | 120    | 120    | 120    | 120    | 120    | 120    | 120    | 120    | 120    | 120    | 120    | 120    | 120    | 120    | 120    | 120    | 120    | 120    | 120    | 120    | 120 |
| Legenda                                                               |                           |                           |                           |                           |                           |                         |                       |                 |                 |                        |                         |                |                |        |        |        |        |        |        |        |        |        |        |        |        |        |        |        |        |        |        |        |        |        |        |        |        |        |        |        |        |        |        |        |        |        |        |        |        |        |        |        |     |
| 1 2 3 4-10 11-30 31-100 wyniki anulowane - – zawodnik nie wystartował |                           |                           |                           |                           |                           |                         |                       |                 |                 |                        |                         |                |                |        |        |        |        |        |        |        |        |        |        |        |        |        |        |        |        |        |        |        |        |        |        |        |        |        |        |        |        |        |        |        |        |        |        |        |        |        |        |        |     |

### Mistrzostwa Polski
W poniższej tabeli zostały przedstawione pozycje medalowe.
| Miejsce | Dzień       | Rok  | Miejsce   | Konkurencja                        | Zwycięzca            | Źródło               |
| ------- | ----------- | ---- | --------- | ---------------------------------- | -------------------- | -------------------- |
| 2.      | 14 marca    | 2003 | Jakuszyce | Sprint stylem klasycznym           | Justyna Kowalczyk    | [ 15 ] [ 75 ] [ 76 ] |
| 3.      | 15 marca    | 2003 | Jakuszyce | 5 km stylem klasycznym             | Justyna Kowalczyk    | [ 15 ] [ 75 ] [ 76 ] |
| 2.      | 19 marca    | 2004 | Zakopane  | 5 km stylem klasycznym             | Justyna Kowalczyk    | [ 15 ] [ 75 ] [ 77 ] |
| 2.      | 22 marca    | 2004 | Zakopane  | Sprint stylem dowolnym             | Justyna Kowalczyk    | [ 15 ] [ 75 ] [ 77 ] |
| 2.      | 4 lutego    | 2005 | Kubalonka | 5 km stylem klasycznym             | Justyna Kowalczyk    | [ 15 ] [ 17 ] [ 75 ] |
| 2.      | 18 stycznia | 2006 | Kubalonka | Sprint stylem klasycznym           | Justyna Kowalczyk    | [ 15 ] [ 17 ] [ 75 ] |
| 1.      | 19 stycznia | 2006 | Kubalonka | 5 km stylem dowolnym               | —                    | [ 15 ] [ 17 ] [ 75 ] |
| 1.      | 21 stycznia | 2006 | Kubalonka | Bieg sztafetowy 4×5 km             | —                    | [ 15 ] [ 17 ] [ 75 ] |
| 1.      | 22 stycznia | 2006 | Kubalonka | 15 km stylem klasycznym            | —                    | [ 15 ] [ 17 ] [ 75 ] |
| 2.      | 8 lutego    | 2007 | Kubalonka | Sprint stylem dowolnym             | Justyna Kowalczyk    | [ 15 ] [ 17 ] [ 75 ] |
| 1.      | 9 lutego    | 2007 | Kubalonka | Bieg sztafetowy 4×5 km             | —                    | [ 15 ] [ 17 ] [ 75 ] |
| 2.      | 10 lutego   | 2007 | Kubalonka | 5 km stylem dowolnym               | Justyna Kowalczyk    | [ 15 ] [ 17 ] [ 75 ] |
| 1.      | 11 lutego   | 2007 | Kubalonka | 15 km stylem dowolnym              | —                    | [ 15 ] [ 17 ] [ 75 ] |
| 1.      | 26 marca    | 2008 | Jakuszyce | Sprint stylem dowolnym             | —                    | [ 15 ] [ 17 ] [ 75 ] |
| 2.      | 27 marca    | 2008 | Jakuszyce | 15 km stylem dowolnym              | Justyna Kowalczyk    | [ 15 ] [ 17 ] [ 75 ] |
| 3.      | 29 marca    | 2008 | Jakuszyce | 5 km stylem klasycznym             | Justyna Kowalczyk    | [ 15 ] [ 17 ] [ 75 ] |
| 2.      | 30 marca    | 2008 | Jakuszyce | Bieg sztafetowy 4×5 km             | AZS-AWF Katowice I   | [ 15 ] [ 17 ] [ 75 ] |
| 2.      | 25 marca    | 2009 | Jakuszyce | 15 km stylem klasycznym            | Justyna Kowalczyk    | [ 15 ] [ 17 ]        |
| 2.      | 27 marca    | 2009 | Jakuszyce | Sprint stylem klasycznym           | Justyna Kowalczyk    | [ 15 ] [ 17 ]        |
| 2.      | 28 marca    | 2009 | Jakuszyce | 5 km stylem dowolnym               | Justyna Kowalczyk    | [ 15 ] [ 17 ]        |
| 2.      | 30 marca    | 2009 | Jakuszyce | Bieg sztafetowy 4×5 km             | AZS-AWF Katowice I   | [ 15 ] [ 17 ]        |
| 2.      | 1 kwietnia  | 2009 | Jakuszyce | 30 km stylem dowolnym              | Justyna Kowalczyk    | [ 15 ] [ 17 ]        |
| 1.      | 25 marca    | 2010 | Jakuszyce | Sprint stylem dowolnym             | —                    | [ 15 ] [ 17 ]        |
| 2.      | 26 marca    | 2010 | Jakuszyce | 5 km stylem klasycznym             | Paulina Maciuszek    | [ 15 ] [ 17 ]        |
| 1.      | 27 marca    | 2010 | Jakuszyce | 15 km stylem dowolnym              | —                    | [ 15 ] [ 17 ]        |
| 2.      | 21 marca    | 2013 | Kubalonka | Sprint stylem klasycznym           | Agnieszka Szymańczak | [ 15 ] [ 17 ]        |
| 3.      | 22 marca    | 2013 | Kubalonka | 5 km stylem dowolnym               | Agnieszka Szymańczak | [ 15 ] [ 17 ]        |
| 1.      | 24 marca    | 2013 | Kubalonka | 15 km stylem klasycznym            | —                    | [ 15 ] [ 17 ]        |
| 1.      | 19 marca    | 2016 | Jakuszyce | Sprint drużynowy stylem klasycznym | —                    | [ 17 ]               |
| 1.      | 20 marca    | 2016 | Jakuszyce | Sprint stylem dowolnym             | —                    | [ 17 ]               |
| 2.      | 23 marca    | 2016 | Jakuszyce | 5 km stylem klasycznym             | Justyna Kowalczyk    | [ 17 ]               |
| 1.      | 24 marca    | 2016 | Jakuszyce | Bieg sztafetowy 4×5 km             | —                    | [ 17 ]               |
| 1.      | 7 stycznia  | 2018 | Jakuszyce | 10 km stylem dowolnym              | —                    | [ 17 ]               |
| 2.      | 23 marca    | 2018 | Jakuszyce | 15 km stylem klasycznym            | Justyna Kowalczyk    | [ 17 ]               |
| 1.      | 24 marca    | 2018 | Jakuszyce | Sprint drużynowy stylem dowolnym   | —                    | [ 17 ]               |
| 2.      | 25 marca    | 2018 | Jakuszyce | Bieg sztafetowy 4×5 km             | AZS-AWF Katowice     | [ 17 ]               |